# Unión de hecho entre personas del mismo sexo en Ecuador

Países con uniones civiles en Sudamérica.
Uniones civiles para parejas del mismo o de distinto sexo.
Uniones civiles sólo para parejas de distinto sexo.
Sin uniones civiles.

Las uniones civiles entre personas del mismo sexo en Ecuador, cuyo término legal utilizado es el de «unión de hecho», han sido legales desde la nueva constitución del año 2008 y que luego de distintos acuerdos de los colectivos LGBTI con el ejecutivo, se materializó el 15 de septiembre de 2014 la unión civil entre personas del mismo sexo. 
Luego de la reunión mantenida el 18 de agosto de 2014 con los Colectivos GLBTI, el Presidente del Ecuador anunció en el enlace ciudadano número 387 el registro de las Uniones de Hecho de las personas del mismo sexo como estado civil. El logro de la unión de hecho, que inclusive se materializó como un estado civil al igual que el matrimonio de Ecuador, estuvo acompañado por protestas de grupos fundamentalistas.

## Historia
Uno de los antecedentes para el reconocimiento de las parejas del mismo sexo en Ecuador tuvo lugar en 2004. Tomando como ejemplo el origen de las uniones de hecho en el país, que antes de ser legalizadas tomaron formas parecidas a contratos, la activista Elizabeth Vásquez aplicó en 2004 una técnica que denominó «litigio alternativista» para que parejas LGBT pudieran contar por primera vez con reconocimiento legal en el país. Para ello, creó un contrato que definía los términos de una «unión gay» entre dos hombres de apellidos Bermeo y Carrillo. Vázquez aprovechó el hecho de que, siempre y cuando las cláusulas no contravinieran ninguna ley, no había limitaciones para los términos en que un contrato mercantil podía ser definido. Entre las cláusulas que establecieron se encontraban el establecimiento de una sociedad patrimonial, el intercambio de anillos de compromiso, la presencia de testigos e incluso el denominar «novios» a las partes.
El notario que recibió la solicitud se mostró contrario a la misma en un primer momento y acusó a los novios de querar registrar una unión de hecho, pero Vázquez le mostró que se trataba solo de un contrato mercantil y que, como notario, su rol se limitaba solo a dar fe del acuerdo que habían alcanzado las partes. De este modo, el contrato pudo notarizarse.